# Pseudanthias flavoguttatus
Pseudanthias flavoguttatus är en fiskart som först beskrevs av Masao Katayama och Masuda, 1980.  Pseudanthias flavoguttatus ingår i släktet Pseudanthias och familjen havsabborrfiskar. Inga underarter finns listade i Catalogue of Life.